# Louis Piccon
Pour les articles homonymes, voir Piccon.
Louis Piccon (italianisé en Luigi Piccon), né le 22 février 1804 à Nice  (département des Alpes-Maritimes sous la 1re République) et mort le 3 mars 1889  également à Nice (Alpes-Maritimes) est un homme politique sarde puis français, député de Nice au parlement du royaume de Sardaigne à Turin, puis député des Alpes-Maritimes sous la Troisième République.

## Biographie
Né à Nice en 1804 et mort dans la même ville en 1889, Louis Piccon était le fils de Maurice Piccon, président du tribunal de première instance de l’arrondissement de Nice (en 1804). Après des études de droit à l’université de Turin, il devient avocat à Nice.
Louis Piccon commence sa carrière politique en étant élu conseiller provincial dans la province de Nice en 1848 et député au parlement du royaume de Sardaigne à Turin. Il appartient au parti libéral.
Après l’annexion du comté de Nice à la France en 1860, il est élu conseiller général de Sospel en décembre 1860. Il est ensuite élu conseiller municipal de Nice en août 1870, puis nommé maire de Nice après la proclamation de la Troisième République, en septembre 1870. Élu député des Alpes-Maritimes le 8 février 1871, il siège au centre gauche mais démissionne le 7 mai 1874. À la suite d’un discours, il a été en effet accusé par ses adversaires d’être « séparatiste », c’est-à-dire de vouloir le retour de Nice à l’Italie.

## Mandats
- 1848 - 1860 : conseiller provincial,
- Député au Parlement de Turin,
- Décembre 1860 - 1871 : conseiller général de Sospel,
- Conseiller municipal de Nice (élu en août 1870),
- 13 septembre 1870 - 26 septembre 1870 : maire de Nice,
- 8 février 1871 - 7 mai 1874 : député des Alpes-Maritimes.

## Décorations
- Chevalier des Saints-Maurice-et-Lazare,
- Chevalier de la Légion d’honneur (1866).